# Chiesa di Maria Santissima di Caravaggio
La  chiesa di Maria Santissima di Caravaggio è una delle chiese storiche di Napoli; sorge in periferia e fa parte del vasto complesso della Villa Pignatelli di Monteleone. La villa, nonostante sia tra le più rilevanti architetture presenti nel celebre Miglio d'oro, attualmente, versa in pessimo stato di conservazione; eccezion fatta per la chiesa in oggetto.

## Storia
L'edificio religioso, fortemente voluto dal duca Ettore, fu consacrato nel 1774 e venne dedicato a Maria Santissima di Caravaggio.
Essa si presenta a navata unica con tre altari. Sopra il maggiore trova posto una tela di Francesco Solimena (di recente restaurata e ricollocata), sui due laterali altrettante tele settecentesche di ignota mano.
La chiesa dei Pignatelli di Monteleone, fu accuratamente riportata ai suoi antichi splendori, nel 1945, dall'arcivescovo Alessio Ascalesi: quest'ultimo, la affidò al parroco Michele Barbato (una delle figure più importanti della chiesa barrese del XX secolo), che la resse per molti anni, sino al 1986.
La Parrocchia di M.S.S. di Caravaggio fu eretta tale dal card. Alessio Ascalesi il 23 dicembre 1945 e fu consacrata il 2 luglio 1953 dall'arcivescovo card. Marcello Mimmi.
Nel 2018 è giunto al termine un radicale restauro interno ed esterno della struttura.